# 阪神601形電車

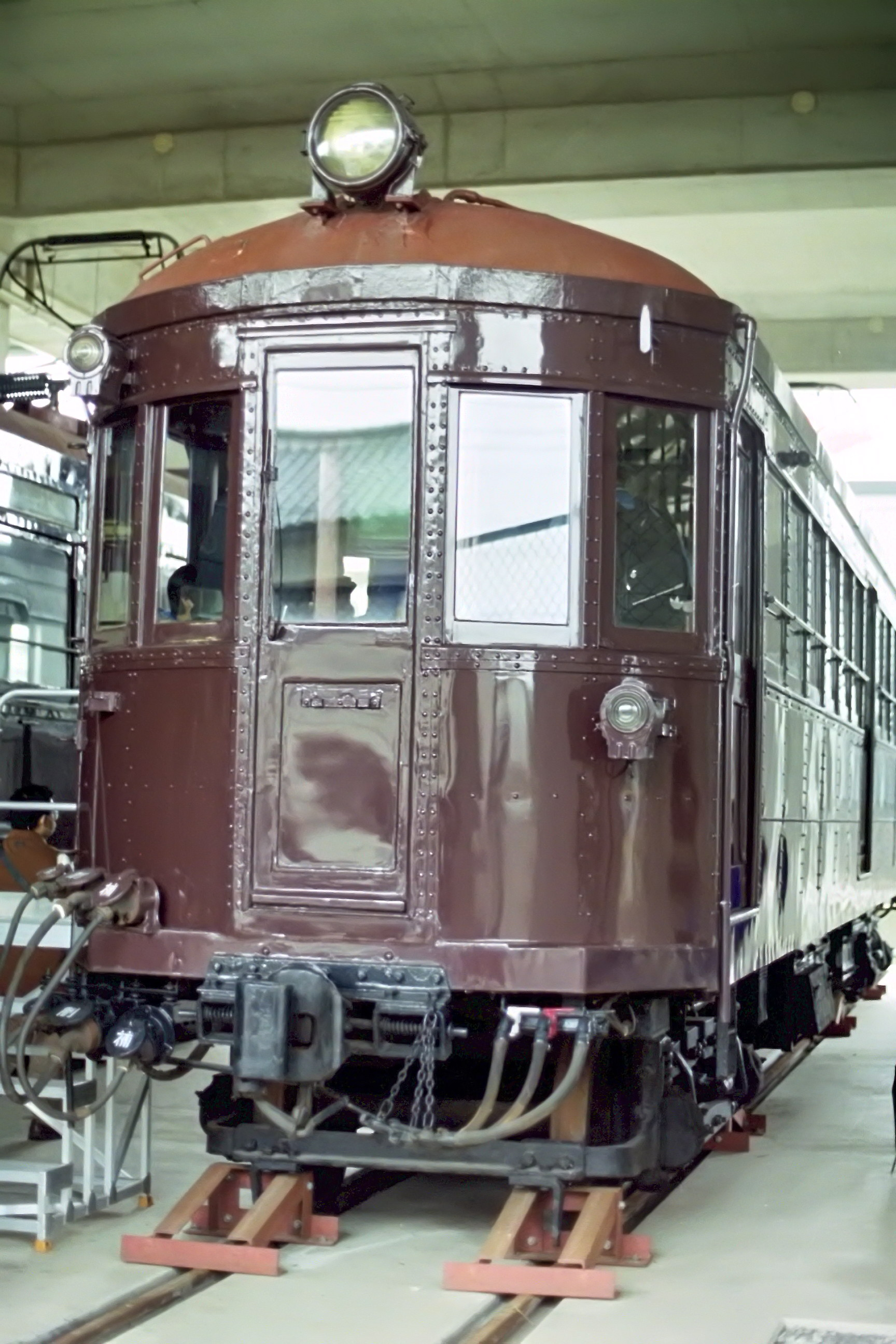
604 保存車

阪神601形電車（はんしん601がたでんしゃ）は、かつて阪神電気鉄道が保有していた鉄道車両で、当初は371形という形式名で20両が製造された。同社では初めて半鋼製車体を採用した形式である。

## 概要
1924年8月、藤永田造船所において一度に20両が製造された。
半鋼製車として製造されたが、車体は木製車の311~331形と同仕様の全長約14.2m、側面窓配置はD6D6Dの3扉ロングシート車で、両端部の扉には併用軌道区間における乗降に対応してドア部分にステップを取り付けて、ホールディングステップも装備した。中央扉は急行専用の高床扉で、日本初の自動ドアが採用された。
前面は311形以来の5枚窓で、米国で流行したスタイルを採用したものの、製造当時は既に古式となりつつあるものであったが、阪神では本形式の次に登場した401形までこのスタイルを踏襲した。また、前面貫通扉左右に主制御器やブレーキ装置を取り付けていた関係で、運転時には運転士が中央に立って左右に大きく手を広げて運転操作を行ったことから、バンドのドラマーに例えて「バンドマン」とのあだ名を授けられた。塗色はライトブルーで、のちに京阪神緩行線の201系などに使われた青22号に近い色であったといわれている。
台車はブリル27MCB-2Xを採用、モーターは301形以来の37.3kWのGE-203Pを4基搭載し、制御器は331形と同じPC-5、ブレーキ装置は初採用のSME非常直通ブレーキをそれぞれ装備した。また、集電装置は併用軌道区間があった関係でポール集電を採用したほか、全車に折りたたみ式の救助網及びトムリンソン式密着連結器を取り付けた。
本形式は阪神初の鋼製車として登場しただけでなく、ほぼ同時期に登場した阪急500形や京浜デ51形などと同様、日本のインターアーバンとしては最初期の鋼製車として知られている。

## 改番、高速電車へ（戦前の601形）
1929年には、371形は401形とともに改番を実施され、形式を601形に改めた。
また、1931年集電装置をポールからパンタグラフに換装し、東洋電機製造製のTDK-Gを奇数車は大阪側、偶数車は神戸側にそれぞれ取り付けた。翌1932年にはパンタグラフを芝浦製作所製のRPG-17Aに再換装する車両も現れ、後に大半の車両はこのパンタグラフに取り替えられた。また、この頃に1001形同様塗色を茶色に変更されている。
1933年の神戸市内地下線開業に伴って新設軌道線から併用軌道区間が消滅したことから、救助網及びホールディングステップを撤去、翌1934年からは両端扉の自動扉化を行うとともに、半数の車両はステップを切り上げて中央扉と高さをそろえる改造を実施した。併せて貫通幌を取り付けたほか、貫通扉を木製のものに交換している。このように、601形は阪神本線の高速化に対応した改造を実施されたが、台車の位置が従来のままであったために車端部のオーバーハングが長く、台車中心間隔が狭かったことから、他形式に比べると動揺が大きく、乗り心地はよくなかった。まだ、SMEブレーキの効きがあまりよくなかったために、3連運行が最大連結両数であった。
登場当初は急行運用にも充当されることがあったが、401形や831形の増備に伴い、301形各形式とモーターの出力が同じであったことから、普通運用やラッシュ時の臨時急行の運行に多く充当された。これは301形各形式が1001形各形式に鋼体化改造されても基本的に変わらなかった。また、甲子園線の多客時には新設軌道線唯一のステップ付き車両という特性を生かして、本線から杭瀬連絡線経由で国道線を経て甲子園線に入線した。その際には集電装置をポールに換装している。

## 戦災、復興
その後も601形は普通を中心に運用されていたが、戦時体制下において物資統制が厳しくなるにつれて必要部品や消耗品の入手が困難になってきたことから、故障車の修理に苦労を重ねることとなった。そして太平洋戦争末期の1945年になると、戦災以外にも事故によって601形が被害を受けるようになった。
3月21日夜には西宮駅留置中の602がコンプレッサー故障によって全焼したのを皮切りに、4月23日未明には三宮駅構内に留置中の車両のうち26両が焼失、601形は605,612,616の3両が全焼した。6月5日の神戸大空襲では東明車庫に留置中の603が全焼、被害はそれだけに止まらず、終戦直後の10月8日には春日野道駅付近で出水のため立ち往生した601,617,619がデッドアースのために全焼、601形の半数に近い8両が全焼するという手ひどい被害を受けた。これらの車両は他形式の被災車同様1946年6月29日付で廃車され、車体は錆止め塗装を施されたうえで尼崎車庫の片隅に留置された。
このうち601~603の3両は翌1947年に、残りの車両も1949年までにそれぞれ川崎車輌、溝口車輌、関西工業の各社で復旧工事が実施されて車籍復活したが、この際に前面・側面とも大きく改造され、前面は1101形に準じた3枚窓となったほか、側面はd1D5D5D1dと、客用扉を移設して乗務員扉を設けたことにより大きく印象が変わった。併せて、乗り心地を向上するために台車中心間隔を広げる改造も同時に行われた。ただ、川崎車輌で復旧した車両と溝口車輌・関西工業で復旧した車両では運行標識板の取り付け位置が異なっており、前者は851形同様前面車掌台側に設けられたのに対し、後者は従来どおり貫通扉上に設けられていた。
また、他形式同様1947年から数年間茶色と窓周りクリームイエローのツートンからに塗られていたほか、側面の車番表記も現在と同じ縦長ゴシックに変更された。
この他、被災しなかった車両も1952年までに台車中心間隔を広げる改造が実施されたほか、ステップが残存していた車両は同時にステップを撤去して床をフラットにする改造が実施された。更に、1953年には全車ブレーキをSMEからAMAに改造、他形式との混結や同型車で4連を組むことが可能になった。

## 置換、譲渡

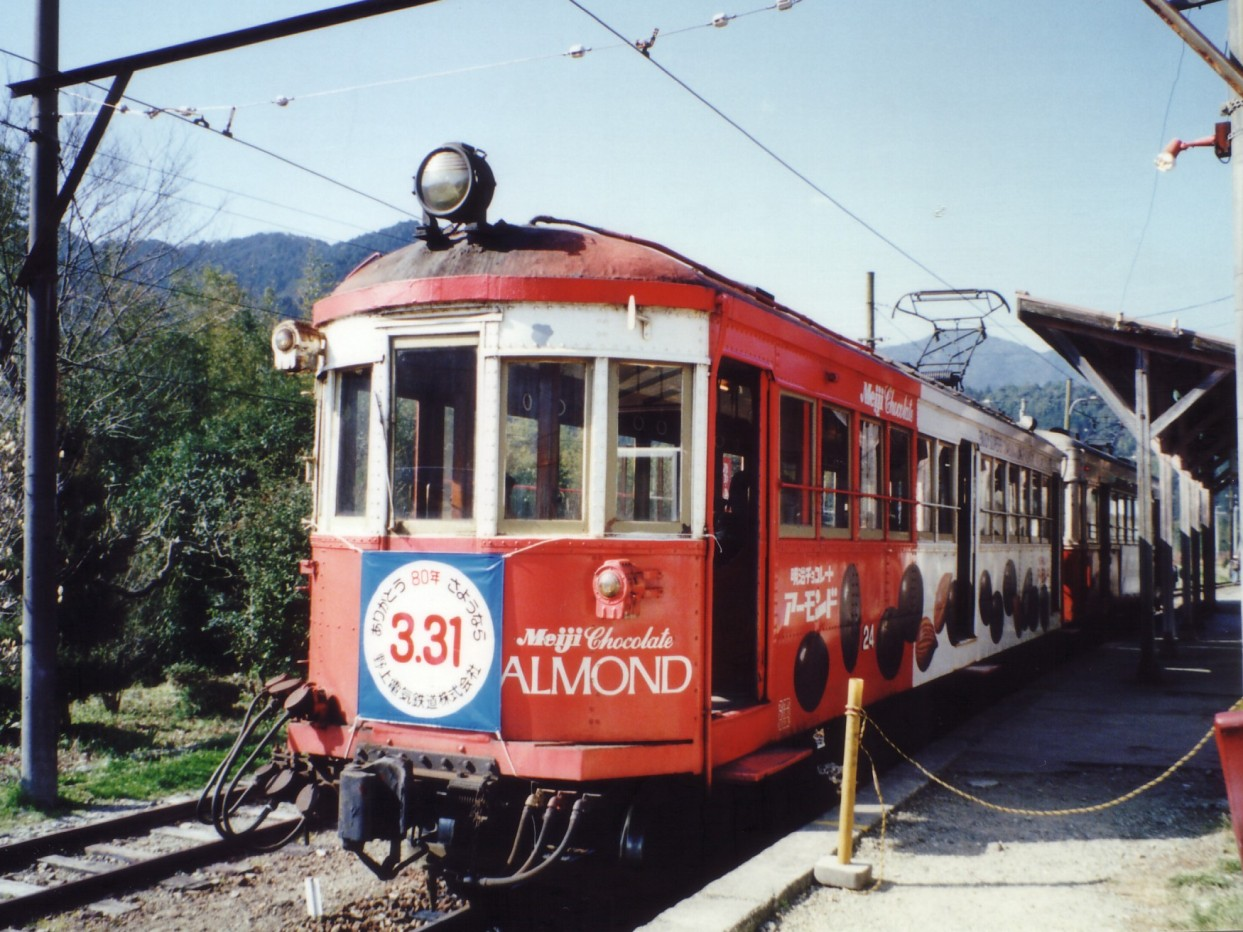
野上電気鉄道24号車

その後、1954年の3011形に始まる大型車の導入により、他の小型車同様ドア部分に張り出し式のステップが取り付けられ、1956年までに左幕板部への尾灯の増設が行われた。また、同年9月4日に新在家駅構内で発生した衝突事故によって605と617が大破、617は即日廃車されたほか、605も1957年2月に廃車された。
しばらくは1001形各形式とともに普通や伝法線での運用を中心に、ラッシュ時の区間急行や準急運用にも投入されていたが、大型車の増備が進むにつれて、車齢の高い本形式は701,1001形に次いで置き換えの対象となり、1959年12月にまず5両が廃車され、翌1960年2月には6両が廃車された。残る7両は3月と5月に休車となったが、9月のダイヤ改正で昼間時の普通のダイヤが「ジェットカー」の性能に合わせたダイヤとなり、朝夕もジェットカーと1101系各形式でまかなえるために復帰の余地はなく、12月に全車廃車された。
なお廃車後609,610が淡路交通へ、604が野上電気鉄道へ譲渡された。どちらの路線でも全線廃止まで使用されたが、中でも、野上電鉄モハ24号となった604号は、同社線の廃止後元1100形ともども阪神に返還され、尼崎センタープール前駅近くの高架下にある阪神の施設で保存されている。阪神返還時に阪神の旧塗装(茶色)に塗り替えられているが、集電装置や台車は、野上電鉄時代のもの（Z型パンタ・南海中古の1067mm台車）となっている。
通常は公開されていないが、公道から金網越しに見る事が出来る。1999年3月20日に開催された5261形引退記念イベントと、2010年10月9・10日、11月13・14日に開催された「21世紀の尼崎運河再生プロジェクト・レンタサイクル社会実験」の際に一般公開された。